# Mai Hữu Tín
Mai Hữu Tín (sinh ngày 27 tháng 8 năm 1969 tại Bình Dương) là một doanh nhân người Việt. Ông từng là Đại biểu Quốc hội Việt Nam khóa 12 và 13 (đoàn Bình Dương), từng làm Chủ tịch Hội Doanh nhân Trẻ Việt Nam (khóa IV, 2011-2014), Chủ tịch YPO Việt Nam (2016-2018), Chủ tịch Eisenhower Fellowships Việt Nam (2013-2020), Chủ tịch YPO Gold Việt Nam (2022-2024). Ông hiện là Chủ tịch Hội đồng quản trị kiêm Tổng giám đốc Công ty Cổ phần Đầu tư U&I, Chủ tịch Liên đoàn Doanh nghiệp Bình Dương, Chủ tịch Liên đoàn Vovinam Việt Nam, Chủ tịch Liên đoàn Vovinam Thế giới, Thành viên Ủy ban Olympic Việt Nam, Chủ tịch Hội đồng Cố vấn Quốc tế của Singapore Management University (SMU) tại Việt Nam, Phó Trưởng Ban Nghiên cứu Phát triển Tư nhân thuộc Hội đồng Cải cách Thủ tục Hành chính Quốc gia, Thành viên Hội đồng Trường Đại học Thủ Dầu Một, Thành viên Ban Cố vấn Đông Nam Á của Temasek. Ông đạt giải thưởng Doanh nhân Asean năm 2017 và Distinguished Fellow Award năm 2024 của Eisenhower Fellowships.